# アラベラ (オペラ)
『アラベラ』（ドイツ語原題：Arabella）作品79は、リヒャルト・シュトラウスが1929年から1932年にかけて作曲した3幕のオペラ。台本はフーゴ・フォン・ホフマンスタール。

## 概要
詩人で劇作家のフーゴ・フォン・ホフマンスタールは、『エレクトラ』以来6作のオペラの台本（リブレット）をシュトラウスに提供したが、本作は2人の共同作業の最後となった。かつてはドイツ語圏以外で上演される機会は少なかったが、近年は上演が増え、シュトラウスの作品の中でもとりわけ人気作となりつつある。
シュトラウスによって《第2の『ばらの騎士』》を目指して書かれた『アラベラ』だったが、ロココ時代を舞台に19世紀音楽であるウィンナ・ワルツが鳴り響き、ズボン役が登場する奔放な『ばらの騎士』と違い、『アラベラ』はより緊密でリアリティのある音楽が書かれ、『ばらの騎士』の二番煎じとはならなかった。第3幕を除いては前奏曲抜きで幕を開け、各幕とも爆発的に高揚する舞踏のリズムで締めくくられる（シュトラウス作品は静かな締めくくり、またはこれに最後の数小節のみトゥッティを加える形が多く、本作は異例である）という、華やかで親しみやすい構成となっている。
モーツァルトのオペラになぞらえ、シュトラウス版『コジ・ファン・トゥッテ』と見なす向きもある（同じく『ばらの騎士』はシュトラウス版『フィガロ』、『影のない女』はシュトラウス版『魔笛』）。ハンガリーの富豪マンドリーカを表すために、クロアチア民謡が引用されている（クロアチアは第一次世界大戦前にはハンガリー王国領であった）。

## 台本
1927年、『エジプトのヘレナ』を完成させたシュトラウスは、早速次回作の台本の執筆をホフマンスタールに要請した。詩人は自作の小説『ルチドール』を基に、未完の戯曲『伯爵になった御者』のアイデアを加え、構想を練った。ソプラノ2人が主役となり、華やかな舞踏会の場面すらお膳立てした、いわば高級なオペレッタという趣きのこの題材に強い自信を持っていたホフマンスタールだったが、作曲するシュトラウスの側の反応は必ずしも芳しくなかった。何より《第2の『ばらの騎士』》たる成功作になりうる台本を渇望していたシュトラウスにとっては、姉妹とその恋人たちとの恋愛劇はあまりにも他愛もない筋立てに感じられたのである。
シュトラウスはオペラの製作そのものには賛同したものの、この構想になかなか満足出来ず、幾度となく修正・改稿を求めた。そのため、ホフマンスタールの台本作りはいつになく難航することになった。両者の関係はこじれ、時に非常な緊張状態になり、詩人は作曲家のしつこい要求に音を上げて、一時は作品の破棄まで考えた（この間の2人の対立を裏付ける往復書簡が後に公刊されている）。しかし最終的には紆余曲折を経て合意に至り、1929年7月10日に最終稿が完成した。
シュトラウスは台本完成を喜び、急ぎ感謝の電報を出したが、それが詩人に読まれることは永遠になかった。かねて病床に就いていたホフマンスタールは、長男の拳銃自殺という悲劇に耐えかねたのか、卒中の発作を起こして息を引き取ってしまったのである。

## 作曲
完成台本を手にしたシュトラウスは、すかさず作曲に取りかかった。台本作家の死に奮起したのか、第1幕は2ヶ月という異例の早さで完成したものの、その後は指揮活動や他の作品の作曲に追われ、作曲はなかなか進行しなかった。総譜が完成するのは1932年10月12日にずれ込んだ。

## 初演
1933年7月1日、シュトラウスのオペラをたびたび取り上げ、作曲家も信頼するドレスデン国立歌劇場にて初演された。当初、初演の指揮はフリッツ・ブッシュが担当する予定であったが、彼は演出を担当するアルフレート・ロイッカーともども、ナチスの台頭を忌避して亡命してしまった。シュトラウスは衝撃を受けて、一度は上演を取りやめる決意をするが、結局シュトラウスの希望するキャストを受け入れることで上演は決行された。
代わって指揮台に立ったのは、後にシュトラウスの『カプリッチョ』の台本を執筆することになるクレメンス・クラウスであった。主役のアラベラは未来のクラウス夫人でもあるヴィオリカ・ウルスレアク、マンドリカはアルフレッド・イエルガー、ズデンカはマルギット・ボコール、マッテオはマルティン・クレーマーという布陣である。次いでこの作品の舞台となるウィーンでの初演が、同年10月21日に行われた。同じくクレメンス・クラウスが指揮し、題名役は名歌手ロッテ・レーマンが歌って賞賛を浴びた。
日本では、1988年のヴォルフガング・サヴァリッシュが指揮したバイエルン国立歌劇場の来日公演が初演となった。アラベラ役はルチア・ポップとアンナ・トモワ＝シントウの、マンドリカ役はベルント・ヴァイクルとトーマス・アレンの、それぞれダブルキャスト。テレビ放映もされた。

## 楽器編成
フルート3、オーボエ2、イングリッシュ・ホルン、クラリネット3、バス・クラリネット、ファゴット3、ホルン4、トランペット3、トロンボーン3、バス・チューバ、ティンパニ、打楽器群、ハープ、弦五部
本作以前には『ナクソスのアリアドネ』を除いて大編成の作品が多かったシュトラウスのオペラであるが、本作では比較的簡素な3管編成となっている。

## 演奏時間
全幕約2時間25分
- 第1幕：約55分
- 第2幕：約45分
- 第3幕：約45分

## 配役
- アラベラ（ソプラノ）
本作の主人公。没落貴族の娘ながら際立った美女でウィーン社交界の華。家のために金持ちとの結婚を決意している現実家だが、理想の男性を夢みる少女のような一面もある。
この役は「ばらの騎士」のマルシャリンとともに、ドイツオペラのリリック・ソプラノのための最も理想的な役柄の一つとされる。それゆえドイツオペラを歌う歴代のプリマドンナたちの多くがレパートリーとして取り上げてきた。特に代表的なアラベラ歌手は戦前ではロッテ・レーマン、マリア・チェボターリ、戦後ではリーザ・デラ・カーザ、ルチア・ポップ、キリ・テ・カナワらである。現在はルネ・フレミングが評価を高めている。
- ズデンカ（ソプラノ）
アラベラの妹だが男の身なりをしている。内向的な性格で密かにマッテオを愛している。少年に化ける設定ゆえにアラベラより若く華奢な体型の歌手が望ましい。
- マンドリーカ（バリトン）
ハンガリーの大地主。妻を亡くして以来やもめで通す朴訥な男だが、アラベラの写真を見るや一目惚れしてしまい、はるばるウィーンまでやって来る。野性の男の逞しさと貴族の優雅さを兼ね備えた美声のバリトンが求められる。
- マッテオ（テノール）
アラベラに熱を上げる生真面目な士官。ズデンカを男と信じて無二の親友と思っている。リリックテノールの持ち役。
- フィアカーミリ（ソプラノ）
19世紀のウィーンの舞踏会で端唄を歌って喝采を浴びたエミリー・トレチェクという実在の歌手がモデル。出番は少ないながらコロラトゥーラ・ソプラノの諸役の中でも、とりわけ高度な超絶技巧が必要とされる難役である。
- ヴァルトナー伯爵（バリトン）
アラベラの父。退役軍人で没落貴族ながら気位は高い。ギャンブル狂いのために破産寸前である。
- アデライーデ（メゾソプラノ）
その妻のヴァルトナー伯爵夫人。怪しげな占いに熱中している。
- エレメール伯爵（テノール）
アラベラの求婚者。端役ながら高音が要求されるために配役が難しい。
- ドミニク伯爵（バリトン）
同じくアラベラの求婚者。
- ラルモール伯爵（バス）
同じくアラベラの求婚者。
- 女占い師（ソプラノ）
伯爵夫人に占いであることないこと吹き込み、金を巻き上げようとする。

## あらすじ
1860年のウィーン。退役騎兵大尉のヴァルトナー伯爵夫妻は、金もないのに年頃の2人の娘を連れて豪勢なホテル住まいをしている。都会での派手な生活に加え、わずかな蓄えも博打狂いの伯爵がすってしまい底をつくが、家族は美貌の姉娘アラベラに金持の結婚相手を見つけることに一縷の望みを繋いでいる。

### 第1幕
ヴァルトナー伯爵一家が滞在するホテルの一室
ヴァルトナー伯爵が博打に行った隙に、伯爵夫人は怪しげな女占い師を部屋に引き入れて、ウィーンでの将来を占ってもらっている。女占い師はトランプ占いで、伯爵が賭けで破産することや箱入り娘のアラベラに結婚相手が出来ること、しかしそれを妹に邪魔されるだろう……などと、胡散臭い予言を次々並べ立てる。占いの結果に一喜一憂する夫人達を尻目に、借金取りが請求書を持ってやって来る。男の振りをしたズデンカは、手なれたもので次々あしらって追い返す。夫人と女占い師が別室に消えると、アラベラを愛する若い軍人のマッテオがやってくる。ズデンカは親友のマッテオを喜ばせるためにアラベラの手紙を代筆していたのだが、彼は熱っぽい手紙の文面と違う普段のアラベラのつれない態度に絶望して自殺をほのめかす。
入れ替わりにアラベラが登場。ズデンカはマッテオを愛しているが、彼を救うためにアラベラとの仲を成就させようとする。しかしアラベラは、家族を破産から救うためには相手が金持ちでなければ結婚出来ない。ふと彼女は、今朝道で見かけた立派な身なりの異邦の旅人を思い出す。アラベラが恋へのあこがれを切々と歌うと、ズデンカも歌い美しい二重唱になる。
そんな時、アラベラの取り巻きの一人エレメール伯爵がそりに乗ってやってくる。今夜開かれる舞踏会に誘いに来たのだ。エレメールが居なくなると、アラベラは今朝の旅人を窓の外に見かける。
ヴァルトナー伯爵と夫人が帰って来る。いよいよ無一文となった伯爵は、破産から逃れるために、かつて軍人時代に仲が良かったマンドリーカという富豪にアラベラを嫁がせる話をする。ちょうどその時、召使がマンドリーカの名刺を持って現れる。喜ぶヴァルトナーだったが、招き入れたマンドリーカは、彼の知ってる男ではなかった。先代のマンドリーカは亡くなり、その甥が後を継いでいたのである。
がっかりするヴァルトナーに、マンドリーカは彼が来た理由を語る。ヴァルトナーが叔父の気を引くために送ったアラベラの写真を見て、一目ぼれして求婚するためにやって来たというのだ。ヴァルトナーはちゃっかりマンドリーカから金をせしめると、ご機嫌になりアラベラに紹介することを請合う。
ズデンカが入ってくるが、臨時収入を得て浮かれきったヴァルトナーは賭博に出かけてしまう。ズデンカが呆れていると、マッテオが再び忍んできて彼女の心をかき乱す。
最後にアラベラが登場し、あの旅人を思いつつメランコリックなアリアを歌うと、ズデンカとともにいさんで外出する。

### 第2幕
舞踏会の会場
ウィーンで夜毎開かれている御者舞踏会（フィアカーバル）のダンスホールに続く広間。
アラベラはあこがれていたあの旅人、マンドリーカが自分に求婚するために現れたことに驚くが、わざと素っ気無い態度を取る。しかし、マンドリーカの素朴な心情にほだされ、彼の求婚を受ける。愛の二重唱。
人気歌手フィアカーミリが現れ、アラベラを賛美する陽気な歌を歌う。
アラベラは独身に別れを告げるために、彼女に求婚していたエレメール、ドミニク、ラモーラルの3人と踊る。しかしマッテオはどうしてもアラベラを忘れられない。ズデンカはやむを得ず、自分が姉の身代わりになって彼を慰める決意をし、マッテオにアラベラとの逢瀬を手引きする。それを偶然耳にしたマンドリーカは、あわてて2人を捕まえようとするが逃げられてしまう。半信半疑のマンドリーカの元に、アラベラの手紙が届けられる。マドリーカはアラベラの裏切りを確信して自暴自棄になり、フィアカーミリとともに恋人をなじる荒々しい歌を歌い踊り、大騒ぎになってしまう。

### 第3幕
ヴァルトナー伯爵が滞在するホテルのロビー
前奏曲（これは『ばらの騎士』第1幕へ前奏曲と同じく、愛を交わすズデンカとマッテオの情景を描写した音楽である）。
ひと気の途絶えた深夜のロビー。ややあって忍んでいたアラベラの部屋から出てきたマッテオは階段を降りて来るが、ちょうど舞踏会から帰ってきたアラベラと出くわし驚く。ついさっきまで愛し合ったズデンカをアラベラと思い込んでいるマッテオは、アラベラのそっけない態度が信じられず口論になる。
揉めている2人のところに、舞踏会の連中を引き連れたマンドリーカが現れ、2人のただならぬ様子を邪推する。ヴァルトナーはマンドリーカの無礼に憤慨して、彼に決闘を申し込む。
その時ズデンカが出てきて、自分のしでかした全てを告白し、ドナウ川に身投げすると叫ぶ。妹を優しく抱きしめるアラベラ。一同はズデンカの献身的な愛に打たれ、マッテオも初めて見る少女の姿のズデンカに心惹かれる。
アラベラは喉が渇いたといい、マンドリーカの従者にコップ一杯の水を頼むと部屋に引っ込む。
激しい自己嫌悪に駆られるマンドリーカを残して人々が去ると、やがてアラベラが階段をゆっくり降りてきて、マンドリーカにコップを差し出す。これはマンドリーカの故郷に伝わる、求婚を受け入れる際の風習である。マンドリーカは幸福に酔いしれ、水を飲むとコップを叩き割り、愛を誓う。恋人たちが抱き合ううちに、幕となる。